# Hauptstraße 5 (Merkendorf)
Das Wohn- und Geschäftshaus Hauptstraße 5 ist ein zweigeschossiges gelb verputztes Eckhaus in der Hauptstraße 5, Ecke Brauhausstraße der Stadt Merkendorf im Fränkischen Seenland (Mittelfranken). Es steht unter Denkmalschutz.

## Bau
Das Gebäude wurde im 18. Jahrhundert erbaut. Nachdem mehrere Bäckereien und zuletzt ein Dönerimbiss ihr Geschäft aufgeben mussten, steht das Ladengeschäft heute leer.